# Frans II van Lotharingen
Frans II van Lotharingen (Nancy, 27 februari 1572 - Badonviller, 14 oktober 1632) was in 1625 voor enkele dagen hertog van Lotharingen. Hij behoorde tot het huis Lotharingen.

## Levensloop
Frans II was de jongste zoon van hertog Karel III van Lotharingen en Claudia van Valois, dochter van koning Hendrik II van Frankrijk. Tijdens de regering van zijn vader en die van zijn oudere broer Hendrik II droeg hij de titel van graaf van Vaudémont. In 1594 werd hij door zijn vader benoemd tot luitenant-generaal van Lotharingen.
Hetzelfde jaar was hij luitenant-generaal van de Franse koning in Toul en Verdun. Van september tot oktober 1606 was hij namens zijn vader op diplomatieke missie in Engeland. In 1621 kwam hij in conflict met zijn oudere broer Hendrik II, die in 1608 zijn vader was opgevolgd als hertog van Lotharingen, waarna hij in Nederland namens de keizer van het Heilige Roomse Rijk tegen de protestanten ging vechten.
De twee broers hadden ruzie gekregen omdat Hendrik II de intentie had om zijn dochter Nicola uit te huwelijken aan Frans' zoon Karel en Lotharingen aan haar na te laten, hoewel de voorvader hertog René II van Lotharingen enkel een strikt mannelijke erfopvolging had voorzien en Hendrik II enkel dochters had. Na onderhandelingen werd het conflict opgelost en Karel en Nicola mochten alsnog in het huwelijk treden. Ze kregen echter geen kinderen, waardoor uiteindelijk Frans' jongere zoon Nicolaas hertog van Lotharingen werd.
Na de dood van zijn broer Hendrik in 1624 werd de politieke situatie in Lotharingen echter ingewikkeld, omdat Hendrik in zijn testament had bepaald dat Frans' zoon Karel enkel hertog van Lotharingen kon zijn als echtgenoot van Nicola. Frans claimde zelf het hertogdom Lotharingen en op 21 november 1625 werd hij door de Staten-Generaal officieel bevestigd als hertog van Lotharingen. Nadat hij de schulden van het hertogdom uit eigen zak had betaald, trad hij na vijf dagen af als hertog van Lotharingen ten voordele van zijn zoon Karel. Karel schoof de machtsrechten van zijn echtgenote opzij en bestuurde het hertogdom Lotharingen in eigen recht.
Na zijn abdicatie hield Frans zich terug bezig met het beheer van het graafschap Vaudémont. In oktober 1632 stierf hij op 60-jarige leeftijd.

## Huwelijk en nakomelingen
Op 12 maart 1597 huwde Frans II met Christina van Salm (1575-1627), dochter van graaf Paul van Salm. Ze kregen zes kinderen:
- Hendrik (1602-1611), markies van Hattonchâtel
- Karel IV (1604-1675), hertog van Lotharingen
- Henriette (1605-1660), huwde met Lodewijk van Lotharingen, vorst van Lexin
- Nicolaas II (1609-1670), hertog van Lotharingen
- Margaretha (1615-1672), huwde in 1632 met hertog Gaston van Orléans
- Christina (1621-1622)

## Voorouders
| Voorouders van Frans II van Lotharingen | Voorouders van Frans II van Lotharingen                                    | Voorouders van Frans II van Lotharingen                                    | Voorouders van Frans II van Lotharingen                                           | Voorouders van Frans II van Lotharingen                                           | Voorouders van Frans II van Lotharingen                                      | Voorouders van Frans II van Lotharingen                                      | Voorouders van Frans II van Lotharingen                                              | Voorouders van Frans II van Lotharingen                                              |
| --------------------------------------- | -------------------------------------------------------------------------- | -------------------------------------------------------------------------- | --------------------------------------------------------------------------------- | --------------------------------------------------------------------------------- | ---------------------------------------------------------------------------- | ---------------------------------------------------------------------------- | ------------------------------------------------------------------------------------ | ------------------------------------------------------------------------------------ |
| Overgrootouders                         | Anton van Lotharingen (1489–1544) ∞ Renée van Bourbon-Montpensier (-)      | Anton van Lotharingen (1489–1544) ∞ Renée van Bourbon-Montpensier (-)      | Christiaan II van Denemarken (1481-1559) ∞ 1533 Isabella van Habsburg (1501-1525) | Christiaan II van Denemarken (1481-1559) ∞ 1533 Isabella van Habsburg (1501-1525) | Frans I van Frankrijk (1494-1547) ∞ 1514 Claude van Frankrijk (1499-1523)    | Frans I van Frankrijk (1494-1547) ∞ 1514 Claude van Frankrijk (1499-1523)    | Lorenzo II de' Medici (1492-1519) ∞ 1518 Madeleine de La Tour d'Auvergne (1498-1519) | Lorenzo II de' Medici (1492-1519) ∞ 1518 Madeleine de La Tour d'Auvergne (1498-1519) |
| Grootouders                             | Frans I van Lotharingen (1517–1545) ∞ Christina van Denemarken (1521-1590) | Frans I van Lotharingen (1517–1545) ∞ Christina van Denemarken (1521-1590) | Frans I van Lotharingen (1517–1545) ∞ Christina van Denemarken (1521-1590)        | Frans I van Lotharingen (1517–1545) ∞ Christina van Denemarken (1521-1590)        | Hendrik II van Frankrijk (1519-1559) ∞ 1533 Catharina de' Medici (1519-1589) | Hendrik II van Frankrijk (1519-1559) ∞ 1533 Catharina de' Medici (1519-1589) | Hendrik II van Frankrijk (1519-1559) ∞ 1533 Catharina de' Medici (1519-1589)         | Hendrik II van Frankrijk (1519-1559) ∞ 1533 Catharina de' Medici (1519-1589)         |
| Ouders                                  | Karel III van Lotharingen (1543–1608) ∞ Claudia van Valois (1547-1575)     | Karel III van Lotharingen (1543–1608) ∞ Claudia van Valois (1547-1575)     | Karel III van Lotharingen (1543–1608) ∞ Claudia van Valois (1547-1575)            | Karel III van Lotharingen (1543–1608) ∞ Claudia van Valois (1547-1575)            | Karel III van Lotharingen (1543–1608) ∞ Claudia van Valois (1547-1575)       | Karel III van Lotharingen (1543–1608) ∞ Claudia van Valois (1547-1575)       | Karel III van Lotharingen (1543–1608) ∞ Claudia van Valois (1547-1575)               | Karel III van Lotharingen (1543–1608) ∞ Claudia van Valois (1547-1575)               |
| Frans II van Lotharingen (1572–1632)    |                                                                            |                                                                            |                                                                                   |                                                                                   |                                                                              |                                                                              |                                                                                      |                                                                                      |

- Gemeinsame Normdatei: 123635500
- Virtual International Authority File: 45213733
- WorldCat: E39PBJtCyyhf6y8gCh8g8GFFrq